# Palpomyia seneveti
Palpomyia seneveti är en tvåvingeart som beskrevs av Clastrier 1962. Palpomyia seneveti ingår i släktet Palpomyia och familjen svidknott. Inga underarter finns listade i Catalogue of Life.